# The Forester Sisters
The Forester Sisters was een Amerikaanse countrymuziekzanggroep, bestaande uit de zussen Kathy, June, Kim en Christy Forester. De vier zussen, die sinds de jaren 1970 plaatselijk samen optraden in hun geboorteland Lookout Mountain (Georgia), begonnen in de jaren 1980 voltijds te zingen en tekenden in 1984 bij Warner Records Nashville. Hun grootste commerciële succes kwam tussen die tijd en 1991, toen ze vijftien toptienhits hadden in de Billboard Hot Country Songs, waarvan er vijf naar nummer één gingen: I Fell in Love Again Last Night, Just in Case, Mama's Never Seen That Eyes, Too Much Is Not Enough (met The Bellamy Brothers) en You Again. Ze wonnen de Academy of Country Music Group of the Year award in 1986 en werden drie keer genomineerd voor een Grammy Award. Naast hun countrymuziekalbums brachten ze meerdere albums uit met gospelmuziek en één met kerstmuziek.
Het geluid van de groep wordt voornamelijk bepaald door vierstemmige vocale harmonieën, meestal met Kim of Kathy die de leadzang zingt. Hun stijl is vergeleken met andere hedendaagse familie-gebaseerde countrymuziekgroepen zoals The Judds en The Whites, terwijl de kritische ontvangst van hun oeuvre over het algemeen gemengd is. De zussen stopten in 1996 met de muziekbusiness en vonden werk op andere gebieden.

## Geschiedenis

### Vroege jaren
De Forester Sisters zijn vier zussen die zijn geboren en getogen in Lookout Mountain, Georgia: Kathy (geboren op 4 januari 1955), June (geboren 22 september 1956), Kim (geboren op 4 november 1960) en Christy (geboren op 21 december 1962). De ouders van de zusters, Vonnie Genève (geboren Gray; 1932-2018) en Clyde D. 'Bunk' Forester,  zouden de vier aanmoedigen om elke week muziek te repeteren voor het kerkkoor, iets waarvan Christy later opmerkte dat het de zusters zou helpen leren hoe te zingen in harmonie.
Naast hun kerkelijk werk traden Kathy en June eind jaren 1970 op in lokale bands, terwijl ze ook baantjes hadden als onderwijzeres. Nadat Christy klaar was met studeren, besloten de vier zussen om professioneel op te treden. Songwriters Bobby Keel en Billy Stone ontdekten ze op een lokaal muziekfestival en nodigden hen uit om een demo op te nemen in een muziekstudio in Muscle Shoals, Alabama. De demotape werd naar Paige Rowden gestuurd, de artiesten- en repertoirevertegenwoordiger van de Nashville-divisie van Warner Bros. Records, die regelde dat ze auditie konden doen bij het label nadat ze ze hadden horen openen voor Larry Gatlin. Jim Ed Norman, een platenproducent die toen ook de president was van Warner Bros. Nashville, contracteerde eind 1984 de zusters.
Volgens Kim dacht ze toen de zussen voor het eerst werden benaderd door het label dat de oproep een grap was en hing onmiddellijk op voordat het label een tweede keer belde.

### Carrière
De debuutsingle van de groep (That's What You Do) When You're in Love, uitgebracht in het midden van 1985, bereikte een piek van nummer 10 in de Billboard Hot Country Songs-hitlijsten. Het lied diende als de eerste single voor hun naamloze debuutalbum dat later dat jaar werd uitgebracht. Nog drie singles van het album zouden in 1986 nummer één op dezelfde hitlijst bereiken. In volgorde van publicatie waren dit I Fell in Love Again Last Night, Just in Case en Mama's Never Seen That Eyes. De op Muscle Shoals gebaseerde songwriters Terry Skinner en J.L. Wallace produceerden het album en schreven mee aan zowel When You're in Love als Mama's Never Seen That Eyes. De eerste schreven ze met Ken Bell, met wie ze eerder hadden opgenomen in de band Bama. Just in Case is geschreven door de Exile-leden J.P. Pennington en Sonny LeMaire en eerder opgenomen door die band op hun album Kentucky Hearts uit 1984. Verkoopcijfers van Warner Bros. Nashville gaven aan dat er meer dan 100.000 exemplaren van I Fell in Love Again Last Night zijn worden verkocht. Gelijktijdig met het succes van dit album, werden de zussen genomineerd door de Academy of Country Music voor «Vocal Group of the Year» in zowel 1985 als 1986 en wonnen ze de prijs in het laatste jaar. Het album zelf werd genomineerd voor «Best Country Performance by a Duo or Group with Vocal» tijdens de 28e jaarlijkse Grammy Awards in 1985. Ook als gevolg van het commerciële succes van het album was er een uitgebreid tourneeschema, bestaande uit optredens met Alabama, George Jones, Ricky Skaggs en verschillende andere countrymuziekartiesten in 35 staten. Ten tijde van het uitbrengen van het album woonde Kathy bij haar man Terry Adkins, die ook hun manager en basgitarist was, terwijl de andere drie zussen bij hun ouders bleven wonen.
Het tweede album van het kwartet was Perfume, Ribbons & Pearls uit 1986. Het bracht slechts de single Lonely Alone, die dat jaar twee weken op de nummer twee positie bij Hot Country Songs doorbracht. Bijdragende songwriters aan het album waren Pam Tillis, Bob McDill en Walt Aldridge. Net als bij het vorige album bleven Skinner en Wallace als producenten aan. Mensen publiceerden een positieve recensie en prezen de vocale leveringen van alle vier de zussen en benoemden ook het album warms the heart while it invigorates the toe. Cliff Radel van The Cincinnati Enquirer beoordeelde het album met 2 van de 5 sterren. De schrijver van de Montreal Gazette Lucinda Chodan dacht dat 100% Chance of Blue en de cover van Back in My Arms Again van The Supremes de meest onderscheidende nummers waren, maar toch had ze kritiek op de productie. Na Lonely Alone, werden de Forester Sisters gekenmerkte vocalisten op de late hit Too Much Is Not Enough van The Bellamy Brothers uit 1986, een nummer één single van hun album Country Rap. Na het succes van dit nummer toerden de twee acts het jaar daarop samen op de Brothers and Sisters Tour.

### Late jaren 1980
You Again, het derde album van de zussen, was goed voor drie singles toen het in 1987 uitkwam. Eerst was er een cover van de hit Too Many Rivers van Brenda Lee uit 1965, die de Forester Sisters naar de top vijf van de country-hitlijsten brachten. Daarna kwam het titelnummer, dat de vijfde en laatste nummer 1-hit van de zussen werd. De laatste single was de top 5-hit Lyin' in His Arms Again, ook geschreven door Skinner en Wallace. De twee verdeelden de productietaken van het album met Barry Beckett, James Stroud en Emory Gordy jr. Ook opgenomen op het album was Sooner or Later, later, in 1990, een toptienhit voor Eddy Raven. Naast You Again namen de zussen ook A Christmas Card op, een album met traditionele kerstliederen dat later in 1987 werd uitgegeven.
Het volgende album was Sincerely uit 1988. De eerste single was Letter Home, gevolgd door een cover van de popstandard Sincerely uit de jaren 1950 en tot slot Love Will. Op het album stond de cover I've Just Seen a Face van The Beatles en de compositie These Lips Don't Know How to Say Goodbye van Harlan Howard, later, in 1991, een toptiencountryhit voor Doug Stone. Songwriter Wendy Waldman, die Love Will schreef, nam de meeste productietaken op dit album voor haar rekening, met hulp bij enkele nummers van Beckett, Stroud en Norman.
Warner Bros. bracht in 1989 nog twee projecten uit waarin de zussen te horen waren. Het eerste was het gospelalbum All I Need. Dit omvatte vertolkingen van traditionele hymnes en spirituals zoals Amazing Grace en Precious Memories, samen met populaire 20e-eeuwse gospelsongs zoals This Ole House. Christy beschreef het album 'als roots waar we naar terugkeerden', een verwijzing naar de opvoeding van de zussen als zangers in hun kerken. Norman, Beckett en Stroud produceerden het album. Later in 1989 kwam er een Greatest Hits-pakket. Het bevatte de twee nieuwe nummers Don't You en Leave It Alone, die beide dat jaar de top tien van Hot Country Songs bereikten. Aan het einde van het decennium hadden de eerste veertien singles van de groep allemaal een toptiennotering in de hitlijst gehad, destijds de langste reeks die een nieuwe artiest heeft behaald sinds de Billboard country-hitlijsten in de jaren 1960 werden uitgebreid tot 100 posities.

### Jaren 1990
Ondanks het momentum van hun vorige singles, was het album Come Hold Me van de groep uit 1990 niet succesvol in de country-hitlijsten, waarbij geen van de twee geselecteerde singles de Top 40 bereikte. Dit was een cover van Drive South van John Hiatt, waarop ook gastvocalen van The Bellamy Brothers en Nothing's Gonna Bother Me Tonight. Waldman produceerde het album dit keer in haar eentje. Bijdragende muzikanten waren Sam Bush, Mark O'Connor, Willie Weeks en Craig Bickhardt. Jerry Sharpe van The Pittsburgh Press prees de singles, samen met het titelnummer en You'll Be Mine als de sterkste voor hun vocale prestaties.
In april 1991 bracht Warner het volgende album Talkin' 'Bout Men van de groep uit. Robert Byrne, een andere muzikant uit Muscle Shoals, produceerde het album en speelde er gitaar op. Het werd opgenomen in dezelfde studio waar de groep hun demo's en de eerste twee studioalbums had gemaakt. De zussen merkten op dat eerdere producenten hun zachtere geluid wilden benadrukken, terwijl Byrne bereid was om countryrock en western swing toe te voegen. De leadsingle Men, mede geschreven door Byrne, plaatste zich dat jaar op nummer acht in de Hot Country Songs. Kim zei over Men, een nieuw lied over de relaties tussen mannen en vrouwen gezien vanuit het perspectief van een vrouw, dat ze het herkenbaar vond omdat ze ernaar had geluisterd nadat ze ruzie had gehad met haar man. Het succes van het lied leidde ook tot de parodie Women, opgenomen bij Curb Records door de studioband de Bandit Brothers. Medio 1991 was deze parodie ook in de Hot Country Songs verschenen. Men werd de derde nominatie van de zussen voor een Grammy Award voor «Best Country Performance by a Duo or Group with Vocal», en ontving de nominatie tijdens de 34e jaarlijkse Grammy Awards in 1991. Ondanks het succes van Men bereikte het album slechts één andere single in Too Much Fun, die nummer 62 bereikte.
De laatste inzendingen van de zussen kwamen in 1992 van het album I Got a Date. Zowel What'll You Do About Me (later een top-20-hit in 1995 voor Doug Supernaw) als het titelnummer voldeden niet voor de countrymuziek top 40. June vertelde The News-Press op het moment van de publicatie van het album dat de zussen hun geestige, ondeugende kant wilden laten zien. De groep zag het ook als een conceptalbum, thematisch vergelijkbaar in concept met Men. Kim benadrukte met name het titelnummer en verklaarde dat ze een scheiding doormaakte op het moment van opname en vond dat ze op 31-jarige leeftijd te oud was om opnieuw te daten. Tom Roland van AllMusic schreef dat het album stilistisch breed opgezet was, met een sterke dosis humor, vooral in het titelnummer en Redneck Romeo.
De zussen namen een groot deel van het midden van de jaren 1990 een pauze van de opnamen, maar bleven regionaal toeren, hoewel voornamelijk in het weekend om de rest van de week voor hun kinderen te zorgen. Ze keerden terug naar de studio voor het nieuwe album More Than I Am in 1996. Warner bracht het album op de markt met positieve en spirituele boodschappen zonder expliciet hedendaagse christelijke muziek van aard te zijn, en geïnspireerd door soortgelijke publicaties van Ricky Van Shelton en Susie Luchsinger. Christy's echtgenoot Gary Smith produceerde het album en speelde er keyboards op. Onder de bijdragende songwriters waren Karen Staley en Paul Overstreet, van wie de laatste eerder had meegeschreven aan I Fell in Love Again Last Night van de groep. Na dit album besloten de zussen om zich terug te trekken uit de muziekbusiness, daarbij verwijzend naar zowel de wens om meer tijd met hun gezin door te brengen als de toenemende focus van het genre op mannelijke artiesten. Kathy werd vervolgens muziekleraar, June leraar voor leerlingen met visuele beperkingen en zowel Kim als Christy interieurontwerpers. De vier zussen zijn sindsdien herenigd om af en toe een optreden te geven, met name in 2013 om hun opname in de Georgia Music Hall of Fame te eren.

## Muziekstijlen
Het geluid van de groep wordt voornamelijk bepaald door vierstemmige vocale harmonieën, meestal met Kim of Kathy die de zangpartijen afhandelen. Echter, zowel Perfume, Ribbons & Pearls als Come Hold Me bevatten nummers waar Christy of June lead in plaats daarvan zongen. Van de vocale arrangementen vertelde Christy in 1985 aan The Tennessean dat het zo ongeveer is wat we in ons hoofd horen. Vanwege hun vroege ervaringen met zingen in de kerk, zongen de zusters vaak a capella evangelienormen in concert. De zussen hebben Bonnie Raitt, Emmylou Harris en Linda Ronstadt genoemd als hun belangrijkste muzikale invloeden. Thomas Goldsmith van The Tennessean schreef dat Kims altstem de sleutel is tot het dicht getextureerde geluid van de groep. Hij noteerde ook tussen hun eerste twee singles het ongewone onderwerp van When You're in Love, over een vrouw die dreigde met represailles voor een ontrouwe echtgenoot. Een recensie van Perfume, Ribbons & Pearls gepubliceerd in People vergeleek de stemmen van Kathy en Kim gunstig met die van Terri Gibbs.
The Forester Sisters werden vaak vergeleken met andere familiemuziekgroepen uit die tijd, waaronder The Judds en The Whites. Een niet-gecrediteerde recensie van People noemde de zussen de vrolijkste groep goede oude meiden ... sinds The Mandrells (Barbara Mandrell, Louise Mandrell en Irlene Mandrell) en merkte op dat in tegenstelling tot The Whites, de Forester Sisters geen mannelijke zanger nodig hadden om meer diepte en rijkdom aan de familieharmonieën te geven. De concerten van de zussen werden naar verluidt meer bezocht door vrouwen dan door mannen, een observatie van zowel Billboard als The Tennessean. Evenzo verklaarde een recensie van Perfume, Ribbons & Pearls in People dat samen met de Judds, de Foresters hebben bijgedragen aan het opvullen van de vrouwelijke groepskloof in countrymuziek. Colin Larkin schreef in de Virgin Encyclopedia of Country Music dat hun glanzende, professionele geluid en uiterlijk aantrekkelijk waren voor countryfans.

## Onderscheidingen
- 1986: ACM voor de Top Vocal Group

## Discografie

### Singles
- 1984: (That's What You Do) When You're In Love
- 1985: I Fell In Love Again Last Night
- 1985: Just In Case
- 1985: Mama's Never Seen Those Eyes
- 1986: A Few Good Men, B-kant van de single Makin' Up For Lost Time van Crystal Gayle en Gary Morris
- 1986: Lonely Alone
- 1986: Too Much Is Not Enough (& The Bellamy Brothers)
- 1986: Mama's Never Seen Those Eyes
- 1987: Too Many Rivers
- 1987: You Again
- 1987: Lyin' In His Arms Again
- 1987: The First Noel
- 1988: Letter Home
- 1989: Sincerely
- 1989: Don't You
- 1989: Love Will
- 1990: Drive South (& The Bellamy Brothers)
- 1990: Leave It Alone
- 1990: Nothing's Gonna Bother Me Tonight
- 1990: Old Enough To Know
- 1991: Too Much Fun
- 1991: Men
- 1992: I Got A Date
- 1992: What'll You Do About Me

### Albums
- 1985: The Forester Sisters
- 1986: Perfume, Ribbons and Pearls
- 1987: You again
- 1987: A Christmas card
- 1988: Sincerely
- 1988: Family faith
- 1989: All I need
- 1989: Greatest Hits
- 1990: Come Hold Me
- 1991: Talkin' 'bout men
- 1992: I got a date
- 1993: Sunday meetin'
- 1996: More than I am
- 2002: New star shining